# ブレーズ・ジャーニュ国際空港
ブレーズ・ジャーニュ国際空港（ブレーズ・ジャーニュこくさいくうこう、仏：Aéroport International Blaise Diagne）は、セネガル・ダカールにある国際空港である。ダカールの市街地から47キロメートルにあるディアスに設置されている。
空港名はアフリカ人で初めてフランスの国民議会議員になったブレーズ・ジャーニュから採られている。

## 歴史
2007年4月4日にレオポール・セダール・サンゴール国際空港に代わる空港として、当時のセネガル大統領であったアブドゥライ・ワッドによって建設工事が開始された。当時の予定では2011年に開港する予定であったが、大幅に遅延し2017年12月7日に開港した。
当初はサウディ・ビンラディン・グループが建設工事を請け負っていたが、2016年2月に契約を解消し、新たにトルコのスンマ社及びリマック社と契約を締結した。

## 就航航空会社と就航都市
全て2023年10月現在

### 旅客便
| 航空会社                    | 就航地 |
| --------------------------- | --- |
| エア・セネガル              | アフリカ : フェリックス・ウフェ＝ボワニ国際空港（アビジャン）、 バマコ・セヌー国際空港（バマコ）、 バンジュール国際空港（バンジュール）、オスヴァルド・ヴィエイラ国際空港（ビサウ）、 ムハンマド5世国際空港（カサブランカ）、コナクリ国際空港（コナクリ）、カジェフォウン空港（コトヌー）、ドゥアラ国際空港（ドゥアラ）、アミルカル・カブラル国際空港（エスパルゴス）、ルンギ国際空港（フリータウン）、リーブルヴィル国際空港（リーブルヴィル）、ヌアクショット・オムタウンシー国際空港（ヌアクショット）、ネルソン・マンデラ国際空港（プライア） ヨーロッパ : バルセロナ＝エル・プラット空港（バルセロナ）、リヨン・サン＝テグジュペリ国際空港（リヨン）、マルセイユ・プロヴァンス空港（マルセイユ）、 ミラノ・マルペンサ空港（ミラノ）、 パリ＝シャルル・ド・ゴール空港（パリ） 北アメリカ : ジョン・F・ケネディ国際空港（ニューヨーク） 国内線 : キャップ・スキリング空港（キャップ・スキリング） |
| グループ・トランスエアー    | フェリックス・ウフェ＝ボワニ国際空港（アビジャン）、バマコ・セヌー国際空港（バマコ）、マヤマヤ空港（ブラザヴィル）、キャップ・スキリング、 コナクリ国際空港（コナクリ）、リーブルヴィル国際空港（リーブルヴィル）、ネルソン・マンデラ国際空港（プライア） |
| アルジェリア航空            | ウアリ・ブーメディアン空港（アルジェ） |
| エール・ブルキナ            | バマコ・セヌー国際空港（バマコ）、ワガドゥグー空港（ワガドゥグー） |
| エール・コートジボワール    | フェリックス・ウフェ＝ボワニ国際空港（アビジャン） |
| エールフランス              | パリ＝シャルル・ド・ゴール空港（パリ） |
| エア・ピース                | バンジュール国際空港（バンジュール）、ムルタラ・モハンマド国際空港（ラゴス） |
| ASKY航空                    | オスヴァルド・ヴィエイラ国際空港（ビサウ）、ネルソン・マンデラ国際空港（プライア）、ロメ空港（ロメ） |
| ビンターカナリア            | グラン・カナリア空港（グラン・カナリア島） |
| ブリュッセル航空            | ブリュッセル空港（ブリュッセル） |
| デルタ航空                  | ジョン・F・ケネディ国際空港（ニューヨーク） |
| エミレーツ航空              | ドバイ国際空港（ドバイ） |
| エチオピア航空              | ボレ国際空港（アディスアベバ）、バマコ・セヌー国際空港（バマコ） |
| イベリア航空                | アドルフォ・スアレス・マドリード＝バラハス空港（マドリード） |
| ケニア航空                  | フェリックス・ウフェ＝ボワニ国際空港（アビジャン）、コトカ国際空港（アクラ）、ジョモ・ケニヤッタ国際空港（ナイロビ） |
| モーリタニア航空            | フェリックス・ウフェ＝ボワニ国際空港（アビジャン）、 バマコ・セヌー国際空港（バマコ）、コナクリ国際空港（コナクリ）、リーブルヴィル国際空港（リーブルヴィル）、ヌアクショット・オムタウンシー国際空港（ヌアクショット） |
| ネオス                      | ミラノ・マルペンサ空港（ミラノ）、フィウミチーノ空港（ローマ）、ヴェローナ＝ヴィッラフランカ空港（ヴェローナ） |
| ロイヤル・エア・モロッコ    | ムハンマド5世国際空港（カサブランカ） |
| TAPポルトガル航空           | ウンベルト・デルガード空港（リスボン） |
| トランサヴィア              | リヨン・サン＝テグジュペリ国際空港（リヨン）、マルセイユ・プロヴァンス空港（マルセイユ）、ナント・アトランティック空港（ナント） |
| TUIフライ・ベルギー         | ブリュッセル空港（ブリュッセル） |
| TUIフライ・ドイッチュラント | デュッセルドルフ空港（デュッセルドルフ） |
| TUIフライ・ネーデルラント   | アムステルダム・スキポール空港（アムステルダム） |
| チュニスエア                | コナクリ国際空港（コナクリ）、チュニス・カルタゴ国際空港（チュニス） |
| ターキッシュ エアラインズ   | イスタンブール空港（イスタンブール） |
| ブエリング航空              | バルセロナ＝エル・プラット空港（バルセロナ） |

### 旅客便就航都市
- アフリカ
  -  アルジェリア : アルジェ
  -  ブルキナファソ : ワガドゥグー
  -  ベナン：コトヌー
  -  カーボベルデ：プライア、エスパルゴス
  -  カメルーン：ドゥアラ
  -  コンゴ共和国：ブラザヴィル
  -  コートジボワール : アビジャン
  -  エチオピア : アディスアベバ
  -  ガンビア : バンジュール
  -  ガーナ : アクラ
  -  ギニア : コナクリ
  -  ギニアビサウ : ビサウ
  -  ケニア : ナイロビ
  -  マリ : バマコ
  -  モロッコ : カサブランカ
  -  モーリタニア : ヌアクショット
  -  ナイジェリア : ラゴス
  -  シエラレオネ : フリータウン
  -  トーゴ : ロメ
  -  チュニジア : チュニス
- 西アジア
  -  トルコ : イスタンブール
  -  アラブ首長国連邦 : ドバイ
- ヨーロッパ
  -  ベルギー : ブリュッセル
  -  オランダ : アムステルダム
  -  ドイツ : デュッセルドルフ
  -  スペイン : バルセロナ、グラン・カナリア島、マドリード
  -  フランス : リヨン、マルセイユ、ナント、パリ
  -  イタリア : ミラノ、ローマ、ヴェローナ
  -  ポルトガル : リスボン

- 北アメリカ
  -  アメリカ合衆国 : ニューヨーク

## ダカール市内への交通

### 鉄道
ダカール市内中心部への鉄道は2018年末までに完成予定であったが、2020年2月現在も、大半の工事を終えたにもかかわらず運行開始の目処が立っていない。

### バス
ダカール市内各所、ンブールへバスが運行されている。